# Arquidiócesis de Canterbury (antigua)
La arquidiócesis de Canterbury (en latín: Archidioecesis Cantuariensis y en inglés: Archdiocese of Canterbury) fue una circunscripción eclesiástica de la Iglesia católica en el Reino Unido. Se trataba de una arquidiócesis latina, sede metropolitana de la provincia eclesiástica de Canterbury. Desde 1354 los arzobispos de Canterbury usaban el título de primado de toda Inglaterra. Por el Acta de Supremacía del Parlamento de Inglaterra del 8 de mayo de 1559 fue convertida en la diócesis de Canterbury de la Iglesia de Inglaterra.

## Territorio y organización
La arquidiócesis extendía su jurisdicción sobre los fieles católicos de rito latino residentes en el sudeste de Inglaterra en la parte oriental del condado histórico de Kent.
La sede de la arquidiócesis se encontraba en la ciudad de Canterbury, en donde se halla la Catedral de Nuestro Señor Jesucristo, que desde la Reforma anglicana en el siglo XVI pertenece a la Iglesia de Inglaterra.
La arquidiócesis tenía como sufragáneas a las diócesis de (al momento de la ruptura de la comunión con la Santa Sede): Bangor, Bath y Wells, Bristol, Chichester, Coventry y Lichfield, Ely, Exeter, Gloucester, Hereford, Llandaff, Lincoln, Londres, Norwich, Peterborough, Rochester, Saint Asaph, Saint David's, Salisbury, Worcester y Winchester.
En 1291 en la arquidiócesis existían 243 parroquias agrupadas en 11 decanatos rurales que conformaban un único arcedianato: Bridge, Canterbury, Charing, Dover, Elham, Lympne, Ospringe, Sandwich, Sittingbourne, Sutton y Westbere.
También pertenecían a la arquidiócesis algunos territorios, llamados peculiares, que estaban situados en otras diócesis, pero que estaban exentos de la jurisdicción de los obispos locales y dependían directamente de los arzobispos de Canterbury. Entre ellos se encontraban el decanato de Shoreham en la diócesis de Rochester, los decanatos de Pagham, Tarring y Southmalling en la diócesis de Chichester, el decanato de Risborough en la diócesis de Lincoln y otros decanatos divididos entre las diócesis de Londres, Winchester y Norwich.
Entre las abadías más importantes de la zona, estaban la de San Agustín en Canterbury, las abadías benedictinas de Faversham y Folkestone, el priorato cluniacense de Monks Horton y la abadía cisterciense de Boxley.

## Historia
La llegada de los anglos, sajones y jutos después de mediados del siglo V puso fin a las estructuras cristianas existentes en la Britania romana. Fue el papa Gregorio Magno a finales del siglo VI quien se encargó de evangelizar a los nuevos pueblos paganos, enviando un grupo de misioneros desde el monasterio que fundó en Sant'Andrea sul Monte Celio, dirigido por el monje Agustín de Canterbury. Dejando Roma en la primavera de 596, los misioneros desembarcaron en las costas de la isla de Thanet (actualmente península) durante la primavera del año siguiente.
Thanet pertenecía al Reino de Kent y, según la información recopilada por el papa Gregorio, había una buena posibilidad en la corte de Canterbury de una acción misionera eficaz. De hecho, el rey Ethelberto de Kent se había casado con la cristiana Berta, hija del rey franco Cariberto I de París; con Berta había llegado a la corte de Kent el obispo Liutardo quien, para responder a las necesidades espirituales de la reina, había adaptado algunos restos de la Canterbury romana (la iglesia de San Martín de Tours) en una iglesia. Las expectativas del papa Gregorio no se vieron defraudadas y en la Pascua de 601 el rey Ethelberto fue bautizado: fue el primer rey anglosajón en convertirse al cristianismo.
Agustín, que en su viaje a Inglaterra había sido consagrado obispo en la Galia, estableció el obispado de Canterbury en 602. Con la ayuda del rey comenzó la construcción de la catedral dedicada a Cristo Salvador y fundó un monasterio cerca de la iglesia de San Martín, cuya iglesia, dedicada a san Pedro, se suponía que recogería las tumbas de los obispos y la corte real de Canterbury.
En opinión del papa Gregorio, la antigua Britania romana tenía que dividirse en dos sedes metropolitanas, Londres y York, que eran las antiguas capitales de las dos provincias romanas. Por este motivo en 601 el obispo Agustín recibió el palio con la tarea de colocar su sede en Londres (la antigua Londinium). Pero en Roma nadie conocía exactamente la situación política de la región: Londres de hecho pertenecía a otro reino, el de Essex, cuyo rey era todavía pagano. El proyecto inicial era, por tanto, impracticable: la sede de Canterbury se encontró asumiendo así una preeminencia entre las nacientes diócesis anglosajonas, y esta preeminencia fue sancionada en 624 por el papa Bonifacio V con el envío del palio al obispo Justo de Canterbury.
A la muerte de Agustín (604 o 605) hubo algunos episodios, incluso sangrientos, de un retorno al paganismo, pero en el Reino de Kent el cristianismo ya había sentado bases sólidas, sobre todo gracias a los primeros sucesores de Agustín, todos venerados hoy como santos tanto por católicos como por anglicanos. Entre ellos destaca la figura de Teodoro, un griego de Tarso, a quien el papa Vitaliano eligió en lugar del candidato propuesto por el rey de Kent, que había muerto nada más llegar a Roma para la consagración. Durante su largo episcopado (669-690), Teodoro fue el primer obispo de Canterbury en ser reconocido por toda la Iglesia inglesa. Trabajó para dar forma a las diócesis anglosajonas, que a su muerte alcanzó el número de 13. Fundó la importante escuela de Canterbury, donde se formaron las personalidades más importantes del mundo cultural inglés de la época, entre las que se encuentran las figuras de Aldhelmo de Sherborne, el Beda el Venerable y Alcuino de York. Bajo el liderazgo de Teodoro, Inglaterra se convirtió en una unidad eclesiástica mucho antes de que fuera una unidad política. La Iglesia inglesa se reunió en sínodos provinciales, que también fueron nacionales al mismo tiempo.
Sólo en 735 se realizó el proyecto del papa Gregorio Magno, con la constitución de la segunda provincia eclesiástica anglosajona, la de York, que quitó las sedes del Reino de Northumbria: Lindisfarne, Hexham y Whithorn a Canterbury.
Hacia finales del siglo VIII los poderosos reyes de Reino de Mercia trabajaron para arrebatar la supremacía sobre la joven Iglesia inglesa de Canterbury. En 788 el rey Offa de Mercia erigió la diócesis de Lichfield como provincia eclesiástica, pero este proyecto tuvo una corta existencia (hasta 802). Su sucesor, Coenwulf de Mercia, intentó trasladar la sede metropolitana del sur de Inglaterra de Canterbury a Londres apelando a la idea inicial del papa Gregorio. Este proyecto también fracasó: de hecho, la tradición de la sede que perteneció a Agustín y Teodoro de Tarso ya se había arraigado poderosamente.
A partir del 834-835 comenzaron las invasiones de los vikingos daneses, todavía paganos, que devastaron el centro-norte de Inglaterra, llegando a establecer un reino autónomo (Danelaw). Gracias a las hazañas militares de los reyes de Wessex-Sussex-Kent Alfredo el Grande y su hijo Eduardo el Viejo, se pudo evitar la aniquilación total de los reinos anglosajones y con ellos de la Iglesia cristiana. Con el sobrino de Alfredo, Athelstan (925-939), se completó la obra de reconquista y unificación de los antiguos reinos anglosajones.
El trabajo de reconstitución político-militar de Inglaterra estuvo acompañado de un trabajo similar de reconstitución y reforma de la vida eclesiástica y religiosa. Tres figuras prominentes destacan en este proyecto, tres monjes benedictinos, más tarde canonizados, colocados a la cabeza de las diócesis inglesas más importantes: Oswald de York, Ethelwold de Winchester y Dunstán de Canterbury (959-988). El trabajo conjunto de los tres obispos condujo a la reforma de los monasterios ingleses, siguiendo el modelo del que operaba entonces en Lorena y en las abadías de Cluny y Fleury, y a la preeminencia del elemento monástico en las diócesis. Dunstán se opuso al matrimonio de los sacerdotes, trabajó por una mejor formación de los sacerdotes, fortaleció el elemento monástico dentro del episcopado inglés, compuso un ordo para la coronación de reyes utilizado durante mucho tiempo en las cortes inglesas: en este trabajo fue apoyado por un legislación apropiada promulgada por el rey Edgar el Pacífico, que regulaba en detalle la vida eclesiástica y religiosa.
La sede de Canterbury experimentó un momento de crisis en los turbulentos años del último rey anglosajón, Eduardo el Confesor (1042-1066), quien, para conciliar el partido pronormando, promovió a la sede primada inglesa al francés Robert. Esto provocó la reacción de los opositores, que empujaron a Robert y lo reemplazaron por el inglés Stigand de Winchester, que logró obtener el palio del antipapa Benedicto X.
Los acontecimientos políticos posteriores, que llevaron a la conquista normanda y al acceso al trono de Guillermo I de Inglaterra (1066), favorecieron la introducción de la reforma gregoriana en el reino anglo-normando.
El siglo XII se caracteriza por los hechos vinculados al rey Enrique II de Inglaterra y al arzobispo Tomás Becket, a sus duros enfrentamientos, el primero en defensa del absolutismo político, el segundo en defensa de la autonomía y privilegios de la Iglesia inglesa, que determinaron el asesinato de Becket en la Catedral de Canterbury el 29 de diciembre de 1170.

### Reforma anglicana
En los difíciles y turbulentos años de Enrique VIII de Inglaterra y el progresivo advenimiento del anglicanismo, los arzobispos de Canterbury se pusieron del lado de uno u otro bando. Entre ellos, destacó en particular Thomas Cranmer, elegido arzobispo el 21 de febrero de 1533: hombre erudito y legado del rey en Alemania, simpatizaba con las ideas luteranas; se había casado en secreto en Alemania con la sobrina del reformador de Núremberg, Andreas Osiander; nombrado arzobispo primado de Inglaterra, fue él quien pronunció la declaración de nulidad del matrimonio de Enrique con Catalina de Aragón. 
Luego de que el 23 de marzo de 1534 el papa Clemente VII excomulgara el rey Enrique VIII a causa de su divorcio de Catalina de Aragón, el 3 de noviembre de 1534 el Parlamento de Inglaterra aprobó el Acta de Supremacía de 1534
mediante la cual se declaraba que el rey era «only supreme head in earth of the Church of England, called Anglicana Ecclesia», acto formal mediante el cual la Iglesia católica de Inglaterra entraba en cisma con la Santa Sede, transformándose en una Iglesia nacional independiente. El 18 de diciembre de 1534 aprobó además la Ley de Traición que castigaba con la pena de muerte a quienes no aceptaran el Acta de Supremacía. Cuando el Parlamento de acuerdo con Enrique VIII emitió los Seis Artículos en agosto de 1539, por los que se mantuvo la liturgia católica-romana tradicional casi sin cambios en las doctrinas y prácticas de la nueva Iglesia nacional independiente de Inglaterra, Thomas Cranmer tuvo que abandonar definitivamente el intento de acercar la Iglesia inglesa al luteranismo. Tras la muerte de Thomas Cromwell en la hoguera envió a su esposa de regreso a Alemania.
Tras la muerte de Enrique VIII el 28 de enero de 1547 lo sucedió su hijo Eduardo VI. Durante su reinado la Iglesia de Inglaterra llegó a ser teológicamente protestante. En Canterbury continuó como arzobispo Thomas Cranmer.
Tras la muerte de Eduardo VI el 6 de julio de 1553 ascendió al trono la católica María I Tudor, quien por ley del Parlamento del 12 de noviembre de 1554 derogó el Acta de Supremacía y luego se abolió toda la legislación religiosa aprobada contra el papado a partir de 1529. María I intentó restaurar el catolicismo, operado con una férrea política persecutoria, que llevó a la condena de más de 250 personas, entre ellas el arzobispo Thomas Cranmer, quien fue depuesto el 4 de diciembre de 1555, juzgado y encarcelado durante más de dos años y bajo presión se retractó varias veces y se reconcilió con la Iglesia católica. Si embargo la reina María quería que lo ejecutaran por traición, y fue quemado en la hoguera el 21 de marzo de 1556; retractándose públicamente de sus retractaciones.
En su dureza, la reina fue apoyada por Reginald Pole, cardenal desde el 22 de diciembre de 1536 y uno de los tres legados papales que presidieron el Concilio de Trento. Desde el 11 de diciembre de 1555 Pole fue administrador diocesano de la arquidiócesis de Canterbury y fue nombrado su arzobispo católico el 22 de marzo de 1556. Tanto la reina María el 17 de noviembre, como el cardenal Pole dos días después, fallecieron en 1558. La nueva reina Isabel I hizo aprobar otra Acta de Supremacía del 8 de mayo de 1559 que restauró la independencia de la Iglesia anglicana y rompió definitivamente con la Santa Sede. Desde entonces la arquidiócesis de Canterbury es parte de la Iglesia de Inglaterra y el 17 de diciembre de 1559 fue nombrado Matthew Parker iniciando la lista de arzobispos anglicanos.

## Episcopologio

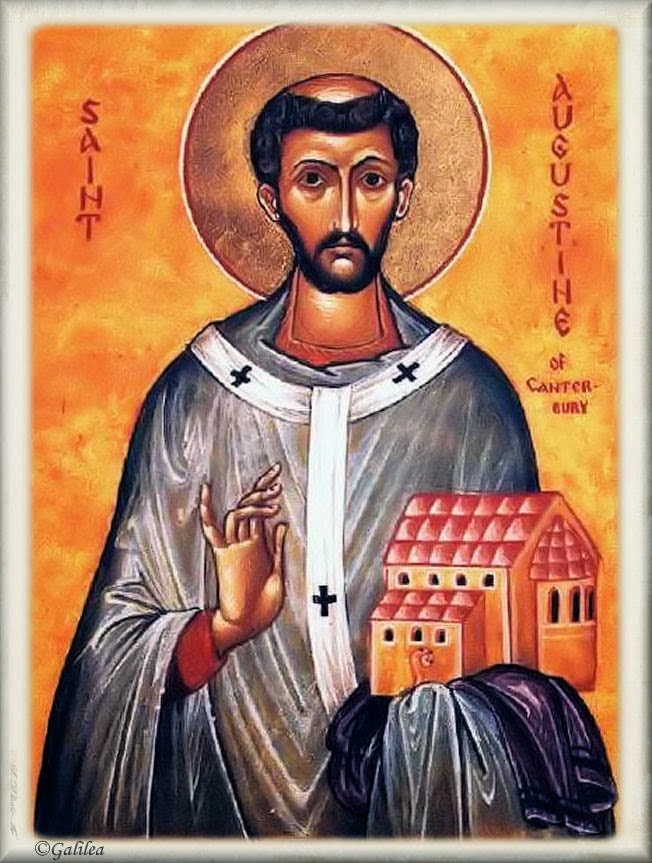
San Agustín de Canterbury

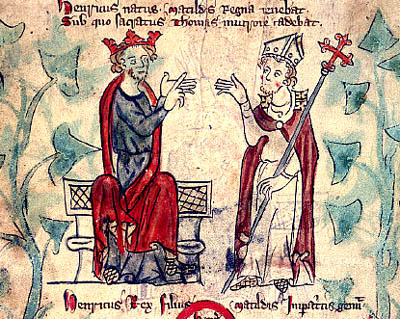
Santo Tomás Becket y Enrique II

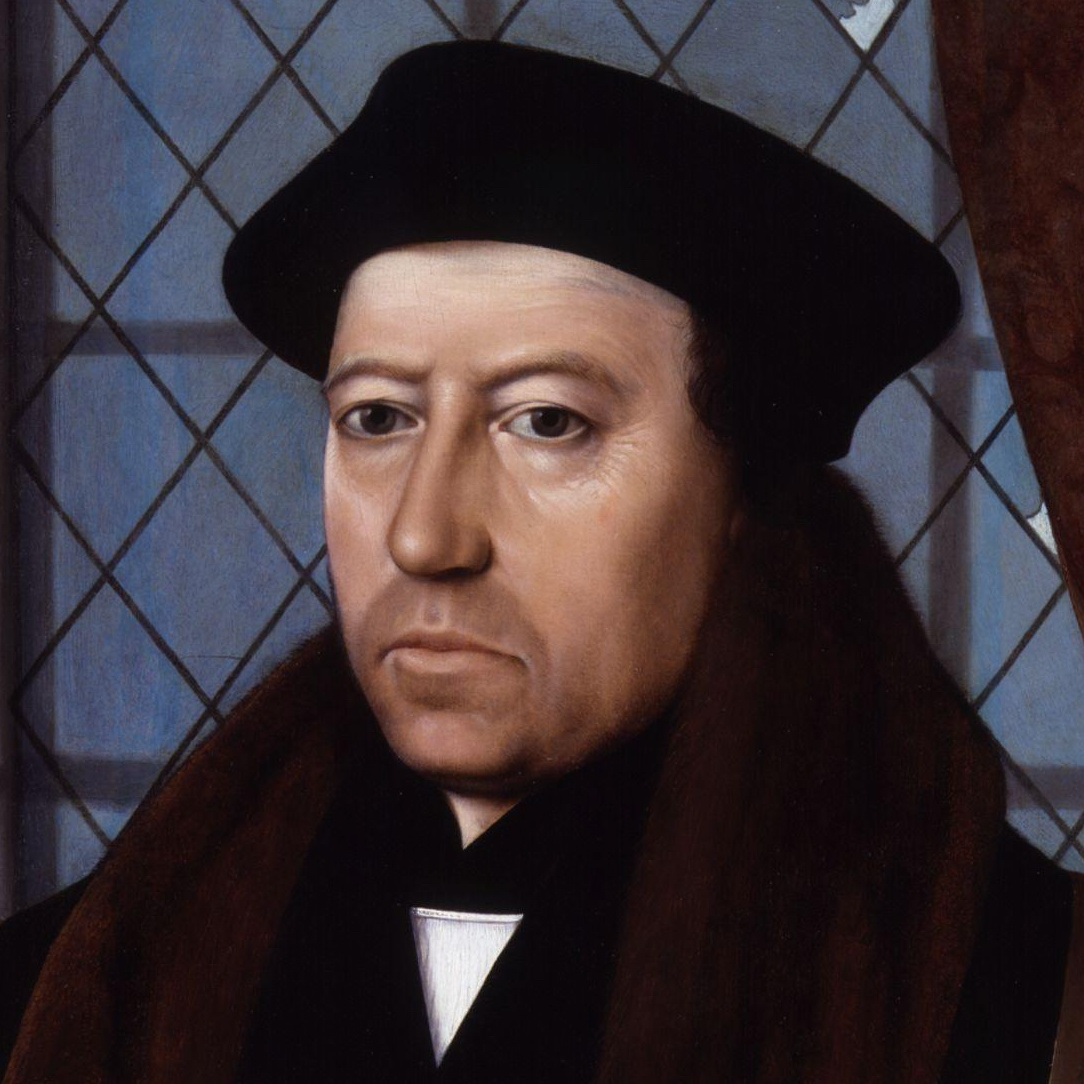
Thomas Cranmer

- San Agustín † (597-26 de mayo de 604/605 falleció)
- San Lorenzo † (28 de abril de 604 consagrado-2 de febrero de 619 falleció)
- San Melito † (619-24 de abril de 624 falleció)
- San Justo † (624-10 de noviembre de 627/630 falleció)
- San Honorio † (627/631-30 de septiembre de 653 falleció)[nota 4]
- San Deusdedit † (26 de marzo de 655 consagrado-14 de julio de 664 falleció)[nota 5]
  - Uighard (Wirrard) † (obispo electo)
- San Teodoro de Tarso † (26 de marzo de 668 consagrado-10 de septiembre de 690 falleció)[nota 6]
- San Bertwald † (1 de julio de 692-13 de enero de 731 falleció)
- San Tatwin † (10 de junio de 731 consagrado-30 de julio de 734 falleció)
- San Nothhelm † (735 consagrado-17 de octubre de 739 falleció)
- Cutberto † (741-29 de octubre de 758 falleció)
- San Bregwin † (29 de septiembre de 759 consagrado-25 de agosto de 762 o 765 falleció)
- San Jaenbert † (2 de febrero de 763 o  766-12 de agosto de 792 falleció)
- Ethelheard † (792-12 de mayo de 803                                                                                                                      o 805 falleció)
- Wulfred † (3 de agosto de 805-24 de marzo de 832 falleció)
- Feologild † (9 de junio de 832 consagrado-30 de agosto de 832 falleció)
  - Swithred † (obispo electo)
- Ceolnoth † (24 de agosto de 833-4 de febrero de 870 falleció)
- Ethelred † (870-30 de junio de 889 falleció)
- San Plegmund † (891 consagrado-2 de agosto de 914 falleció)
- San Athelm † (914-después del 8 de enero de 923 falleció)
- Wulfhelm † (923-12 de febrero de 942 falleció)
- San Oda † (942-2 de junio de 958 falleció)
- Aelfsige † (958-959 falleció)
  - Byrhthelm † (959 depuesto)[nota 7]
- San Dunstan † (959-19 de mayo de 988 falleció)
- Ethelgar † (988-febrero de 990 falleció)
- Sigeric † (990-28 de octubre de 994 falleció)
- San Alfrico † (21 de abril de 995-16 de noviembre de 1005 falleció)
- San Alphege † (1006-19 de abril de 1012 falleció)
- Lyfing † (1013-20 de junio de 1020 falleció)
- Ethelnoth † (13 de noviembre de 1020 consagrado-29 de octubre de 1038 falleció)
- Eadsige † (1038-29 de octubre de 1050 falleció)
- Robert de Jumièges † (marzo de 1051-junio de 1052 depuesto)
- Stigand † (1052-11 de abril de 1070 depuesto)
- Lanfranco † (29 de agosto de 1070 consagrado-28 de mayo de 1089 falleció)
  - Sede vacante (1089-1093)
- San Anselmo de Aosta † (5 de diciembre de 1093 consagrado-21 de abril de 1109 falleció)
- Ralph d'Escures † (7 de o 17 de mayo de 1114-19 de septiembre de 1122 falleció)
- Guglielmo de Corbeil † (18 de febrero de 1123 consagrado-26 de noviembre de 1136 falleció)
- Teobaldo de Bec † (8 de enero de 1139 consagrado-18 de abril de 1161 falleció)
- San Tommaso Becket † (27 de mayo de 1162 consagrado-29 de diciembre de 1170 falleció)
- Riccardo de Dover † (8 de abril de 1174 consagrado-16 de febrero de 1184 falleció)
- Baldovino de Exeter † (16 de diciembre de 1184-19 de noviembre de 1190 falleció)[nota 8]
- Hubert Walter † (30 de mayo de 1193-13 de julio de 1205 falleció)
- Stephen Langton † (17 de junio de 1207-9 de julio de 1228 falleció)
- Richard el Grande † (19 de enero de 1229-3 de agosto de 1231 falleció)
- San Edmundo de Abingdon † (8 de junio de 1233-verano de 1240 renunció)
- Beato Bonifacio de Savoya † (17 de septiembre de 1243-18 de julio de 1270 falleció)
- Robert Kilwardby, O.P. † (11 de octubre de 1272[13]-12 de marzo de 1278 renunció)
- John Peckham, O.F.M. † (28 de enero de 1279-8 de diciembre de 1292 falleció)
- Robert Winchelsey † (13 de febrero de 1293-11 de mayo de 1313 falleció)
- Walter Reynolds † (1 de octubre de 1313-16 de noviembre de 1327 falleció)
- Simon Mepeham † (8 de junio de 1328-12 de octubre de 1333 falleció)
- John de Stratford † (26 de noviembre de 1333-23 de agosto de 1348 falleció)
  - John de Ufford † (24 de septiembre de 1348-20 de mayo de 1349 falleció) (arzobispo electo)
- Thomas Bradwardine † (19 de junio de 1349-26 de agosto de 1349 falleció)
- Simon Islip † (7 de octubre de 1349-26 de abril de 1366 falleció)
- Simon Langham, O.S.B. † (24 de julio de 1366-22 de septiembre de 1368 renunció)
- William Whittlesey † (11 de octubre de 1368-6 de junio de 1374 falleció)
- Simon Sudbury † (4 de mayo de 1375-14 de junio de 1381 falleció)
- William Courtenay † (9 de septiembre de 1381-31 de julio de 1396 falleció)
- Thomas Arundel † (24 de noviembre de 1396-19 de febrero de 1414 falleció)
- Henry Chicheley † (27 de abril de 1414-12 de abril de 1443 falleció)
- John Stafford † (13 de mayo de 1443-22 de mayo de 1452 falleció)
- John Kemp † (28 de julio de 1452-22 de marzo de 1454 falleció)
- Thomas Bourchier † (21 de junio de 1454-30 de marzo de 1486 falleció)
- John Morton † (6 de octubre de 1486-15 de septiembre de 1500 falleció)
- Henry Deane † (26 de mayo de 1501-15 de febrero de 1503 falleció)
- William Warham † (29 de noviembre de 1503-23 de agosto de 1532 falleció)
- Thomas Cranmer † (21 de febrero de 1533-3 de noviembre de 1534 pasó a ser cismático anglicano al aprobarse el Acta de Supremacía)
  - Thomas Cranmer † (3 de noviembre de 1534-4 de diciembre de 1555 depuesto) (cismático anglicano)
- cardenal Reginald Pole † (11 de diciembre de 1555-19 de noviembre de 1558 falleció)[nota 9]